# بابینگ، کنت
بابینگ، کنت (به انگلیسی: Bobbing, Kent) یک روستا و محله مدنی در بریتانیا است که در سیتینگبورو واقع شده‌است. بابینگ ۱٬۹۶۹ نفر جمعیت دارد.